# ميخائيل ر. تايلور
ميخائيل ر. تايلور (بالإنجليزية: Michael R. Taylor) هو محامي ومحامي أمريكي، ولد في القرن العشرين.